# Epiclytus stigmosus
Epiclytus stigmosus là một loài bọ cánh cứng trong họ Cerambycidae.